# Église du prêtre Félix et baptistère de Kélibia
Vous lisez un « bon article » labellisé en 2020.
L'église du prêtre Félix et le baptistère de Kélibia, ou baptistère du prêtre Félix de Demna, sont un édifice et une cuve baptismale paléochrétienne richement décorée de mosaïques, découverts dans les années 1950 à Demna, dans la délégation de Hammam Ghezèze en Tunisie.
Le baptistère constitue une pièce majeure du département paléochrétien du musée national du Bardo de Tunis et représente, selon l'historien Christian Courtois, « l'un des plus beaux ensembles de mosaïques chrétiennes qui aient été trouvés en Afrique, et même, en son espèce, dans l'ensemble du monde romain ».
Cette pièce archéologique reste au début du XXIe siècle particulièrement importante, malgré la découverte au début des années 1990 du baptistère de Bekalta qui lui est postérieur. Le site de Demna n'a toutefois pas livré que cette pièce emblématique, puisqu'une collection de mosaïques funéraires, étudiée en contexte archéologique, a également rejoint les collections du même musée.

## Histoire et découverte

### Localisation

Carte du nord-est de la Tunisie avec le cap Bon.

L'œuvre est l'une des pièces maîtresses du musée du Bardo depuis sa découverte en octobre 1953 dans l'église du prêtre Félix, dans la localité de Demna, à sept kilomètres de Kélibia. Elle intègre à ce titre les collections du musée l'année même de sa découverte. Après avoir été longtemps conservé avec d'autres pièces paléochrétiennes dans les salles consacrées à l'administration du musée du Bardo, et donc inaccessibles au public, le baptistère est désormais visible grâce aux grands travaux d'extension et de rénovation du musée.

### Histoire des fouilles et des recherches

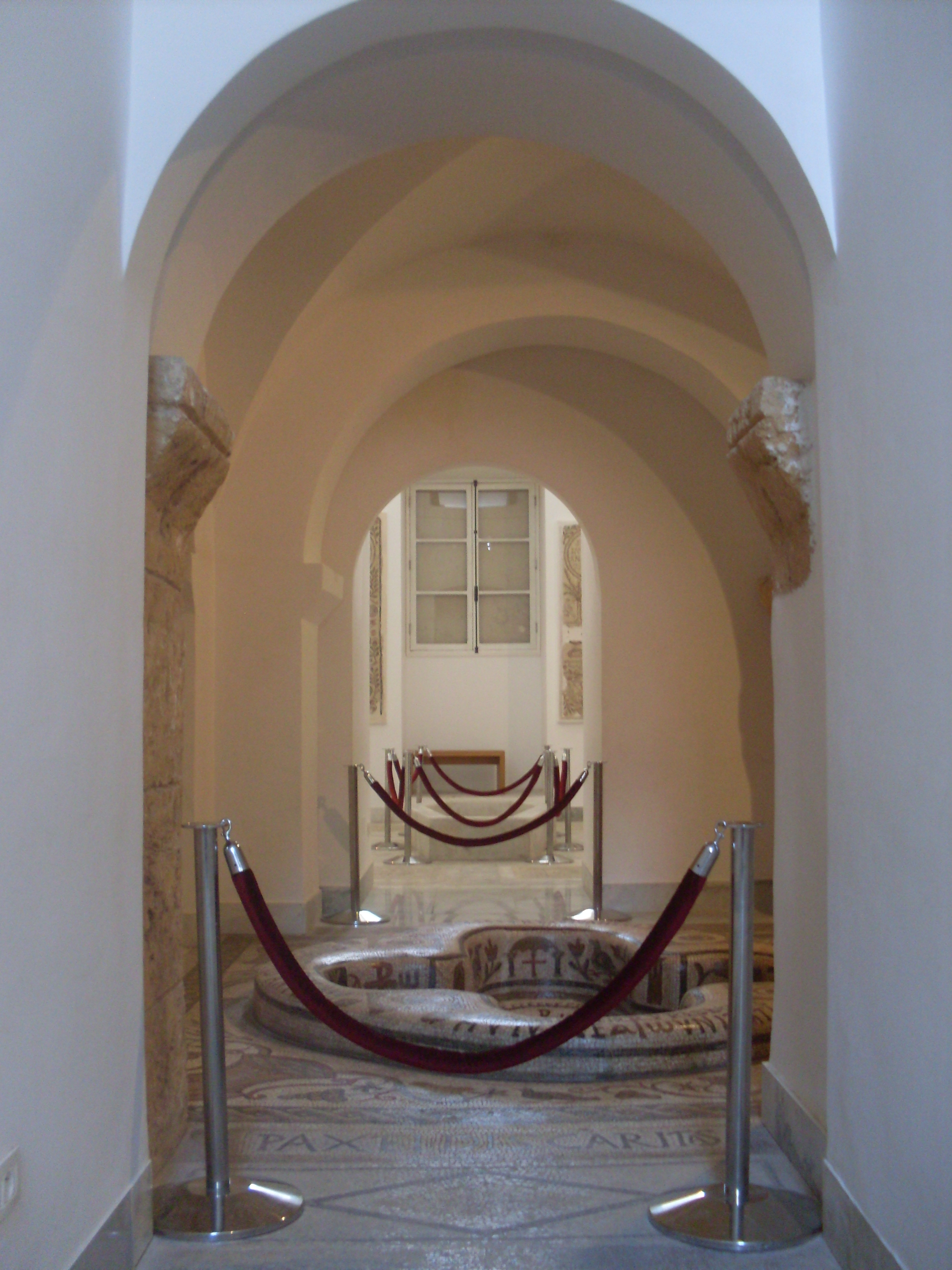
Baptistère dans son lieu d'exposition actuel, avec le seuil et son inscription.

Le site est décrit par les inventeurs comme une forêt parsemée de vestiges archéologiques situés le long de la mer. Même si le site n'a pas fait l'objet de fouilles exhaustives, une nécropole vaste de plus d'un hectare est signalée par les fouilleurs et un bas-relief chrétien, étudié par Paul Gauckler, est découvert à proximité au début du XXe siècle.
Le baptistère est localisé dans les ruines d'une basilique, à l'angle sud-ouest de l'édifice lors de travaux réalisés en octobre 1953. L'ingénieur et archéologue Jean Cintas procède à une fouille de l'église au cours de l'été 1955 grâce aux personnels de la direction des antiquités, de l'administration des forêts et d'ouvriers de chantiers de solidarité. Les fouilles restent toutefois incomplètes au niveau de la façade de l'édifice ainsi que de la cour. Les premières fouilles livrent quelques objets qui ne peuvent être précisément datés, dont un cratère, des fragments de céramique et des objets en marbre. Elles permettent d'étudier un corpus de mosaïques chrétiennes en contexte archéologique, contrairement aux mosaïques de Tabarka, conservées également au Bardo et qui n'ont pas été étudiées dans leur contexte. Cependant, les tombes ne sont pas explorées et la nécropole est pillée par la suite. Christian Courtois l'étudie l'année suivante, suivi par Noël Duval et enfin Taher Ghalia à partir des années 1990. Ces dernières fouilles précisent l'histoire et les aménagements de l'édifice même si Duval note une dégradation rapide de la ruine.
Le baptistère est transporté au musée du Bardo avant que des fouilles exhaustives de l'église n'aient lieu en 1955,. Le transfert du baptistère jusqu'au musée en 1953 pose alors d'importants problèmes de logistique en raison de sa grande fragilité. Le site livre quant à lui de nombreuses mosaïques tumulaires, étudiées en contexte archéologique. Les tombes les plus récentes sont en maçonnerie.

## Contexte archéologique: l'église dite du prêtre Félix

### Brève histoire d'une église modeste du cap Bon

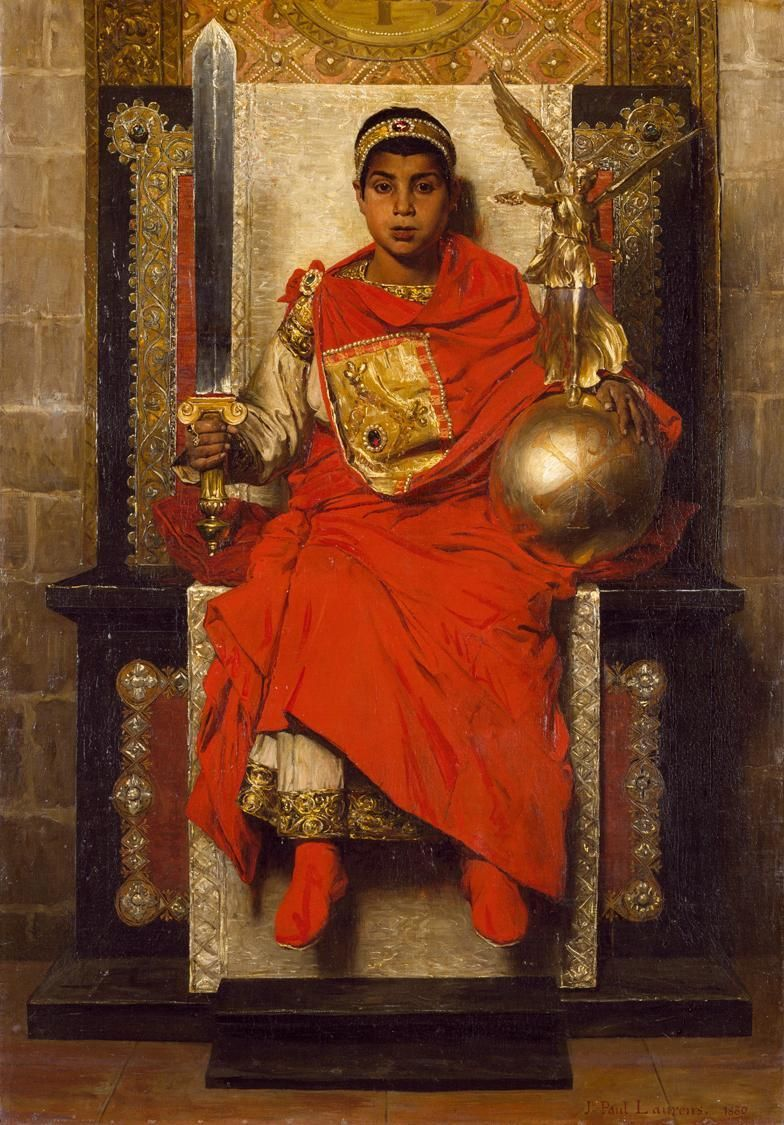
Le Bas-Empire : Honorius, tableau de Jean-Paul Laurens, Chrysler Museum of Art, Norfolk.

La découverte simultanée d'un autre baptistère, plus grossièrement réalisé et dans lequel est découvert un trésor monétaire daté du règne de Flavius Honorius,, a permis aux fouilleurs de dater la première basilique du IVe siècle. L'abandon initial de la bâtisse est estimé au début du Ve siècle, et son état définitif supposé correspondrait au moment de la reconquête byzantine. Duval estime quant à lui l'abandon à la fin du Ve siècle ou au début du VIe siècle et le trésor constitue selon lui le produit de la thésaurisation. Neuf pièces sur 43 sont nettoyées et le lot non nettoyé pourrait contenir des monnaies vandales.
Jean Cintas note trois étapes dans l'histoire de l'église : la première qui s'achève à la fin du IVe siècle ou au début du Ve siècle, puis la construction de chapelles et d'un nouveau baptistère, pour finir avec des travaux dans le collatéral droit et l'abside au début du VIIe siècle.
Noël Duval considère pour sa part que l'église, le baptistère et l'atrium datent du IVe siècle,. À la fin du IVe siècle et au Ve siècle, période de prospérité pour la communauté locale, l'édifice devient une église cémétériale ad sanctos et se voit pourvu de mosaïques funéraires toutes datables d'avant le VIe siècle. Des chapelles à absides sont construites peu à peu le long des nefs pour abriter des sépultures de familles privilégiées donnant à l'ensemble architectural un aspect de martyrium. L'église est rapidement « envahie » de tombes (selon l'expression des fouilleurs) car l'édifice est situé hors agglomération et n'est donc pas soumis à l'interdiction d'inhumer dans les villes. Le chancel est détruit. Les tombes sont soit pourvues de mosaïques soit n'en comportent pas. Les défunts sont inhumés non loin des reliques, comme à Carthage où la basilique de Damous El Karita comporte des « locaux à usage funéraire ».

États successifs de l'église du prêtre Félix.

À la fin du Ve siècle ou au début du VIe siècle, soit à une époque contemporaine du règne des Vandales, le chevet est détruit. Le baptistère a peut-être été détruit durant la même période. L'abside est relevée et un arcosolium aménagé. L'édifice fait l'objet de travaux de restauration après ces prédations, et le baptistère est reconstruit au VIe siècle tandis que la sacristie sud est détruite. Les choix architecturaux peuvent avoir alors été dictés par des modifications d'ordres liturgiques ou par une logique de coûts financiers. Des colonnes réemployées à partir d'anciens édifices sont ajoutées à côté des piliers. Le plan est alors modifié : l'abside est réduite, le presbyterium est prolongé dans le quadratum populi par une estrade qui supporte l'autel fait de bois et qui contient deux sarcophages. À Tabarka, dans une situation analogue, Paul Gauckler évoque un tombeau de martyr, ici peut-être ne s'agit-il que de tombes de personnes privilégiées. Le baptistère est reconstruit dans la deuxième moitié du VIe siècle sous l'influence byzantine sur un plan nouveau, et couvert d'une coupole reposant sur des piliers : ces travaux sont « une innovation importante dans une église dont l'architecture était jusque-là si médiocre ». Il y a une différence entre les travaux de restauration de l'abside, relativement simples, et les travaux du baptistère, nécessitant des ressources financières importantes d'un donateur.
Il y a cependant un appauvrissement dans la seconde moitié du VIIe siècle. L'église est à nouveau restaurée partiellement à la fin de l'ère byzantine ou au début de l'occupation arabe (VIIe siècle-VIIIe siècle), le sol étant relevé. Ces travaux interviennent après de lourdes destructions « trop graves pour être réparé[e]s » et seulement une faible partie de l'ancien édifice, l'ancien bas-côté nord, est utilisée, ainsi que les chapelles présentes sur ce côté. La contraction des églises est un fait connu en Afrique du Nord et datée dès le VIIe siècle ; la communauté chrétienne a diminué mais a pu persister après la conquête arabe.
L'édifice n'est pas détruit brusquement et les matériaux sont alors récupérés,.

### Description générale
L'église, qui s'insère dans le tissu de constructions locales, est perpendiculaire à la mer. Le plan initial de l'édifice ne se démarque pas des autres basiliques africaines et possède « un aspect banal ».
L'édifice est petit, y compris lors de sa plus grande extension, avec des proportions maximales de 24 × 12 m ; les moyens consacrés étaient limités et la population peu nombreuse en dépit de la méconnaissance que l'on a de l'agglomération antique voisine. Construit en petit appareil, l'édifice comporte du grand appareil sur ses angles. Les murs sont composés de mortier et de terre, et revêtus d'enduits. Les piliers sont en grès local. Le sol, d'abord en terre battue, est par la suite pourvu de mosaïques funéraires dans l'abside et les nefs. Une cour pourvue de tombes et d'installations destinées aux banquets se trouve devant l'édifice, ainsi qu'un bâtiment d'abord considéré comme une tour mais identifié dans les fouilles récentes comme une petite pièce. L'édifice était couvert d'une charpente de bois et en tuiles munie de deux pentes et sa hauteur est inconnue. L'état de la cour rend quant à elle difficile une étude précise,.
L'église comporte trois nefs et sept travées. Une abside semi-circulaire se trouve du côté du chevet, et un chancel ferme les quatre dernières travées. L'abside comporte un sol surélevé et deux sacristies étaient présentes initialement et peut-être voûtées. Les sacristies n'ont pas un plan classique, un mur étant courbe. Les salles à abside des deux côtés de la basilique sont selon Noël Duval des chapelles funéraires pourvues d'accès dans les collatéraux. L'autel n'a pas laissé de traces vu qu'il était peut-être en bois ; une mosaïque funéraire, la no 28 d'un dénommé Rusticus, a été édifiée à son probable emplacement.
Une salle baptismale est construite dans un second temps du côté sud de l'abside, munie d'une cuve de forme ovale, d'un diamètre de 0,51 m et d'une profondeur de 0,93 m. Cet élément a été considéré par les inventeurs du site comme « le baptistère primitif ». Selon les fouilles de Taher Ghalia, la cuve primitive est dans l'un des piliers du ciborium de la cuve quadrilobée et fait 1,30 m sur 1,40 m.

### Vestiges funéraires

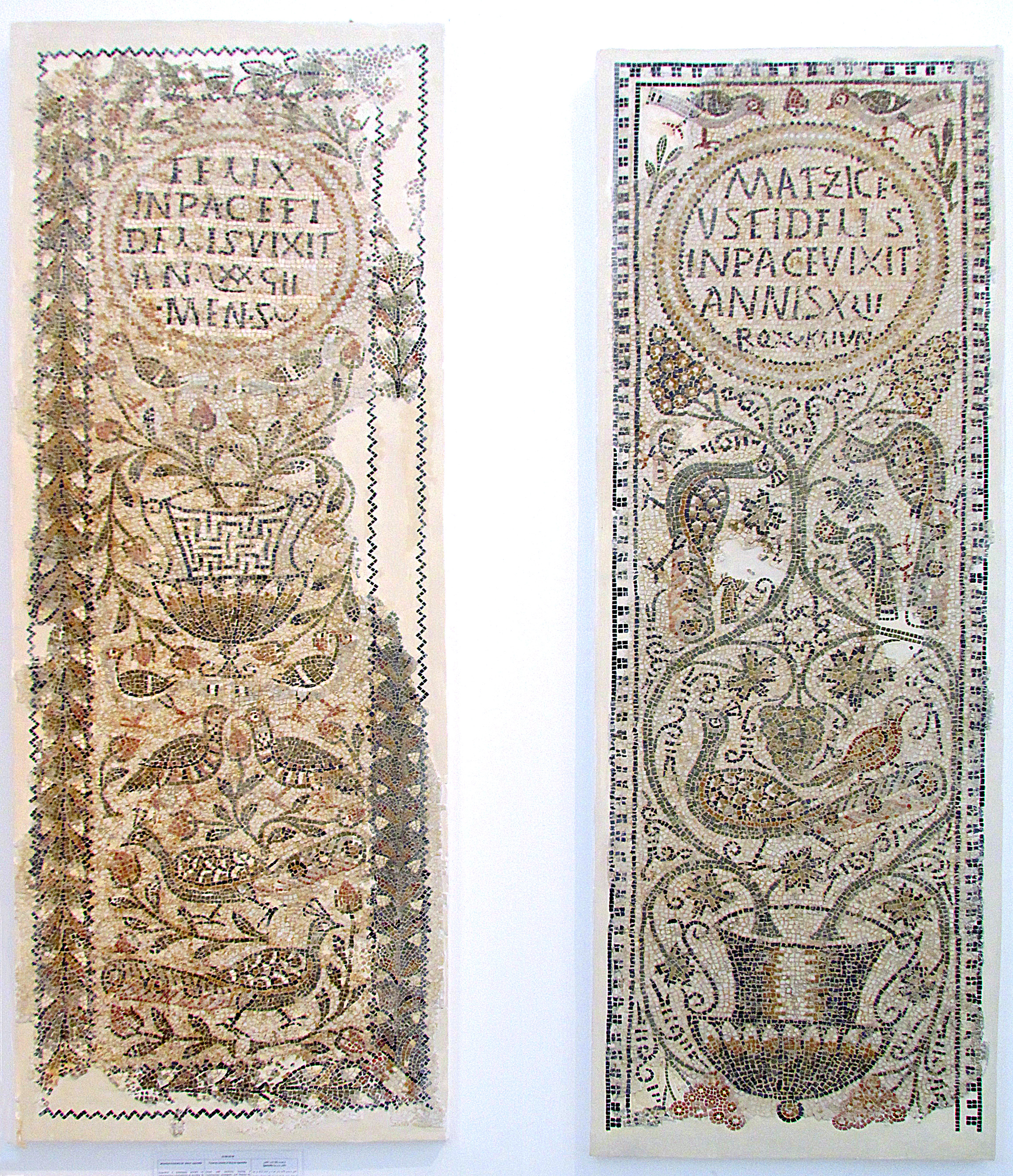
Mosaïques funéraires paléochrétiennes de l'église du prêtre Félix au musée du Bardo. Celle de gauche est la no 16 des fouilleurs du site et celle de droite est celle no 17 mentionnée par Duval.

Les tombes en mosaïques funéraires et parfois en maçonnerie ont été datées des IVe siècle et Ve siècle, et ces découvertes sont un indice du « caractère funéraire de l'édifice ». Les raisons de la construction de tombes à caissons sont méconnues ; le manque de place a été invoquée à Tabarka mais cet argument ne peut être retenu pour l'édifice de Kélibia.

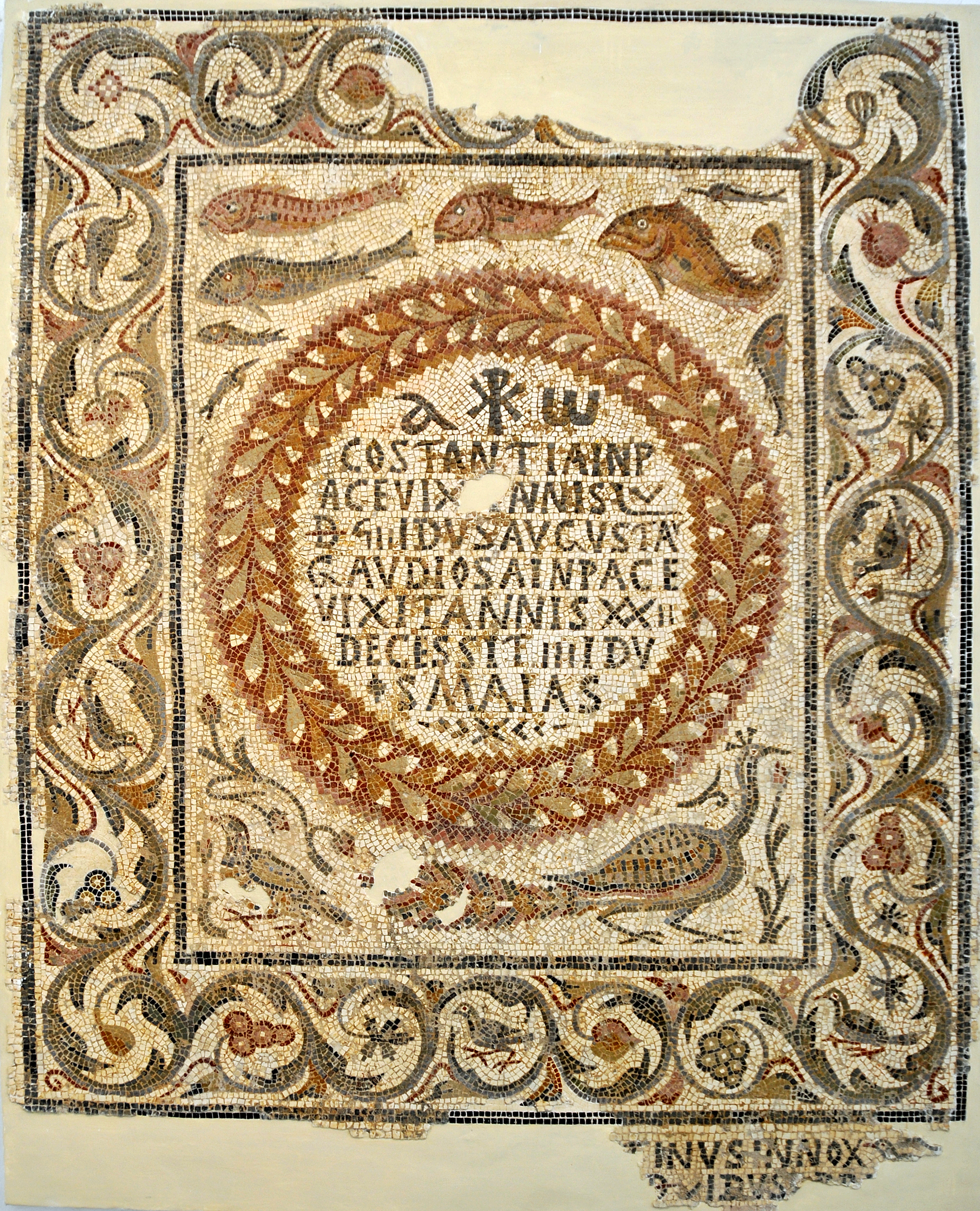
Mosaïque funéraire paléochrétienne de l'église du prêtre Félix, no 36 des fouilleurs du site.

Parmi les personnes inhumées dans l'église (abside et chœur) ont pu être identifiés quatre prêtres, deux diacres et un lecteur. 20 % des défunts ont un âge très élevé car supérieur à 80 ans. Les sépultures concernent 37 hommes et 17 femmes. Le fouilleur a constaté que les femmes sont inhumées dans le collatéral droit. Les 50 mosaïques funéraires sont pourvues d'un faible nombre de motifs, une douzaine représentant des symboles chrétiens dont les plus fréquents sont les oiseaux et les roses. Les motifs sont d'une grande banalité et le répertoire est homogène.
Les épitaphes sont brèves, banales et d'une « apparente uniformité ». Une étude onomastique a été réalisée, l'étude ayant permis de mettre en évidence des noms rares dont certains d'origine berbère. Une étude des épithètes a permis d'étudier les phénomènes de modes. Les épitaphes sont très homogènes et datées de la fin du IVe siècle au début du VIe siècle, Duval indiquant que l'absence de fouille systématique des sépultures cause une imprécision dans la datation. La majeure partie du travail des mosaïques funéraires devait être réalisée en atelier afin de ne pas trop bloquer le déroulement des cérémonies cultuelles, contrairement à Tabarka où les mosaïques ont été composées in situ. La tombe du prêtre Félix trouvée dans l'abside, qui porte le no 1 du corpus étudié, est la plus ancienne puisqu'elle date de la fin du IVe siècle. Les clercs sont inhumés dans l'abside ou le chœur, ce dernier espace accueillant également des personnages privilégiés. Ces mosaïques funéraires, un « art essentiellement populaire », sont antérieures au baptistère du VIe siècle. Selon Cintas, l'abandon des mosaïques funéraires provient d'un appauvrissement, même si les mosaïstes continuent d'œuvrer pour le site et les tombes récentes sont dépourvues d'épigraphes.

## Description du baptistère duVIesiècle

### Description générale
Le baptistère est situé au sud-ouest de la basilique, dans une sorte de kiosque autonome de celle-ci à laquelle était relié son angle nord. C'est un « édifice autonome » selon Francis Salet puisque limité par quatre piliers. Ce baptistère est reconstruit à un moment de grands bouleversements pour la basilique et l'architecte utilise des murs existants ; il adapte son plan à ceux-ci. Le complexe du baptistère et du kiosque constitue « une innovation importante dans cette église, jusque-là si banale de plan et si pauvre de structure », même si la forme n'est pas originale.

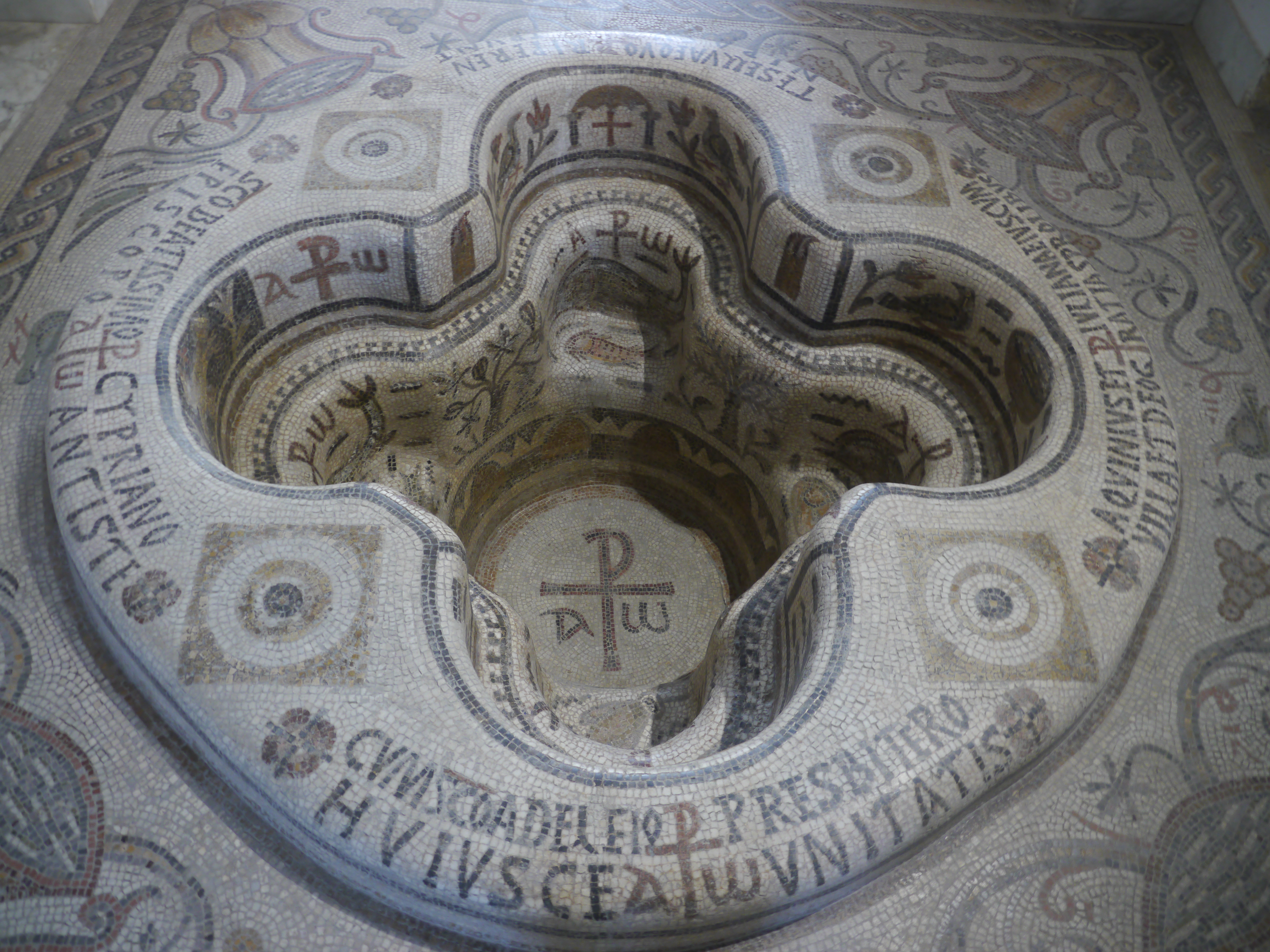
Vue du baptistère.

Le baptistère est un tétrapyle, un carré de 3,30 mètres de côté. La cuve de 2,10 mètres de diamètre est située à environ dix centimètres du sol ; elle est élevée sur un pavement de mosaïque de forme carrée, décorée sur les angles par quatre canthares ou cratères desquels s'échappent des rinceaux ou pampres de vigne. La cuve circulaire s'intègre dans un quadrilobe,. La couverture du kiosque est inconnue, mais peut-être une coupole était présente comme en témoignent la taille des piliers et l'importance des coupoles réalisées sous le règne de l'empereur Justinien. Le baptistère possède un déambulatoire ; ce modèle est surtout présent en Orient au VIe siècle et la coupole à baldaquin convient à un édifice byzantin.
Le pavement comporte un seuil sur lequel est inscrit : Pax fides caritas (Paix, foi, charité). Là se trouve sans doute située l'entrée du bâtiment, entraînant une orientation du chrisme présent au fond de la cuve baptismale et, de fait, la disposition des divers participants aux cérémonies.
La cuve, en forme de croix grecque, possède un bassin quadrilobé dont chaque bras comporte un degré pour la descente. La cuve est profonde d'environ deux mètres. Un ciborium protégeait l'ensemble, sous forme d'un baldaquin de quatre mètres de côté et posé sur des piliers. La cuve baptismale a la forme d'une mensa, pour « matérialiser [la] relation symbolique entre l'eucharistie et le baptême » et rappelle également la croix.

### Bassin mosaïqué
L'ensemble de la mosaïque, l'« un des plus beaux ensembles de mosaïques de l'Afrique chrétienne », est sur fond jaune. Les mosaïques du baptistère sont les plus récentes de l'édifice car datées de l'empereur Justinien ou postérieures à son règne.
La cuve a livré les seules inscriptions de l'église qui ne soient pas funéraires. Sur le seuil sont identifiés les mots Pax fides caritas.
Tout le rebord est décoré par deux lignes de textes avec, représentées en coupe, les bases des colonnes ; et ce texte pose problème du fait des noms des personnes citées : « En l'honneur du saint et bienheureux évêque Cyprien, chef de notre église catholique avec le saint Adelphius, prêtre de cette église de l'unité, Aquinius et Juliana son épouse ainsi que leurs enfants Villa et Deogratias ont posé cette mosaïque destinée à l'eau éternelle » ; les dédicants et dédicataires sont ainsi nommés. Un chrisme scande chaque alvéole du bassin, avec l'alpha et l'oméga,.
L'intérieur polychrome est richement décoré et d'« un programme symbolique très concerté » : colombe à plumes blanches et jaunes porteuse de rameau d'olivier, coupe de lait et miel, caisse, baldaquin abritant la croix, dauphins supportant un chrisme, image du Christ, poissons, cierges, arbres et fleurs dont des lys. Christian Courtois relève en outre des abeilles, l'arche de Noé, un calice et un ciborium. Les arbres sont très stylisés et peuvent être identifiés comme un figuier, un palmier et un olivier ; le dernier est soit un pommier soit un oranger selon Mohamed Yacoub. L'identification d'abeilles est remise en question en 1984 par Paul-Albert Février, qui reprend l'étude à partir de l'iconographie marine présente sur les mosaïques conservées au musée du Bardo et considère qu'il s'agit de représentations de céphalopodes en général et de seiches en particulier. Le décor de la cuve peut faire penser aux scènes marines et de campagnes qui cohabitent parfois sur les mosaïques africaines. Des croix monogrammatiques avec l'alpha et l'oméga rythment les diverses représentations.
Mohamed Yacoub considère que « l'exécution technique de l'œuvre est assez médiocre », l'effet global donné étant lié aux contrastes des coloris. Les mosaïques du baptistère possèdent des similitudes avec certaines tombes à mosaïques du type II identifié (les plus récentes) « tant pour l'iconographie […] que pour les particularités stylistiques ».

## Interprétation du baptistère
Noël Duval considère en 1961 que le baptistère est « le plus beau monument de ce genre découvert jusqu'à présent en Afrique ».

### Riches symboles mystiques et emprunts à la tradition profane

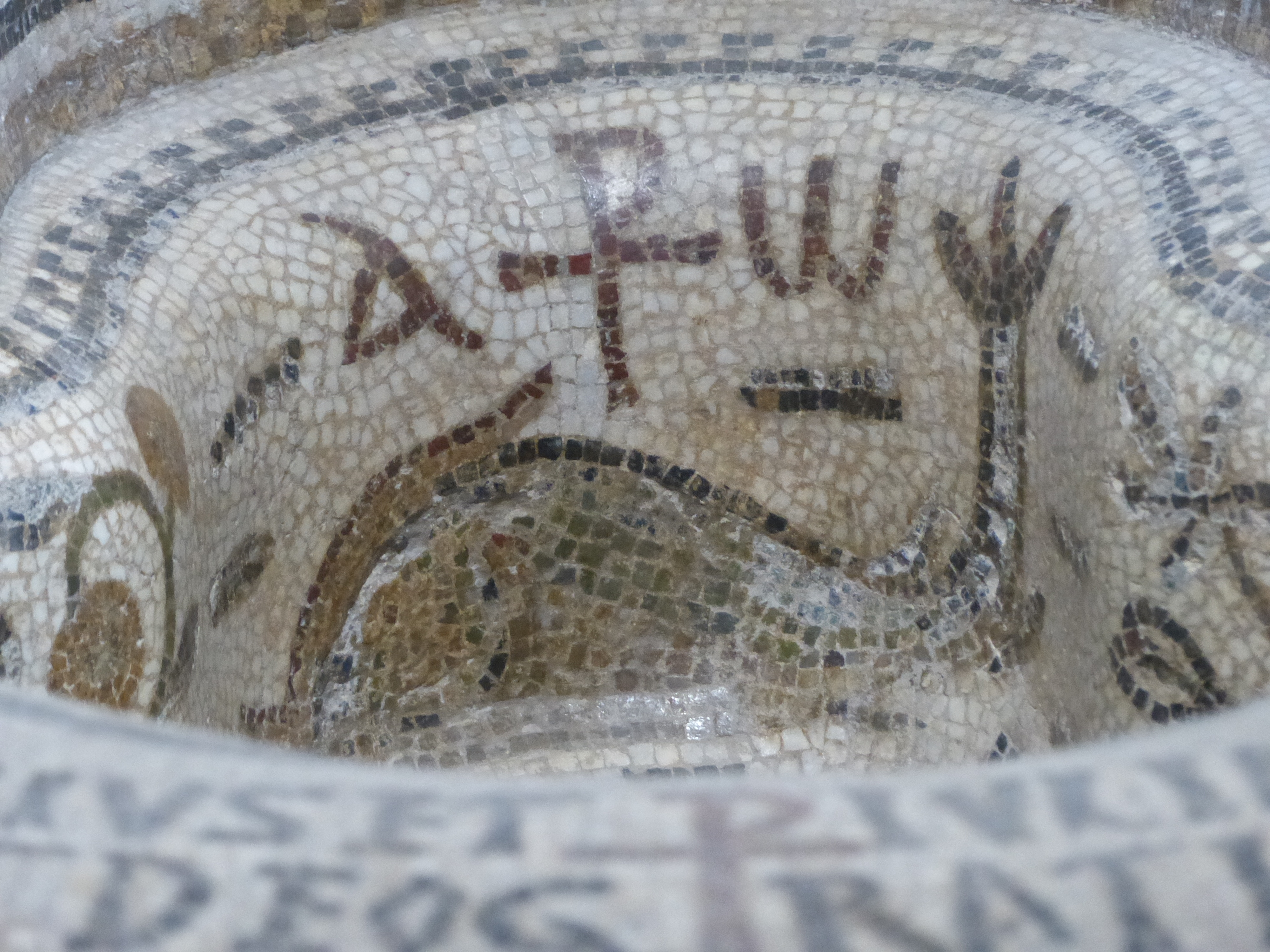
Détails de la cuve baptismale.

Dans son ouvrage, Christian Courtois évoque la disposition des personnages : après avoir passé le seuil, le catéchumène trouve à sa gauche l'évêque. Le message divin est placé dans sa direction, il peut alors accéder à la connaissance de la religion chrétienne et recevoir le calice de lait et de miel traditionnellement offert au nouveau baptisé.
Afin de rendre le message compréhensible aux catéchumènes, tout le décor est « riche de symboles mystiques » : l'aspirant au baptême est ainsi représenté sous la forme d'une colombe, la colombe avec le rameau d'olivier annonce la paix du croyant, l'arche de Noé témoigne de l'unité et de la pérennité de l'Église, le baldaquin symbolise la victoire du christianisme, la coupe annonce la communion, les cierges symbolisent la foi et le Christ, les poissons symbolisent les âmes, les arbres évoquent le jardin d'Éden et le dauphin symbolise le Christ sauvant les pêcheurs naufragés.
Le baptistère de Hammam Lif possédait également un décor d'animaux marins dans la cuve.
La valeur symbolique est forte, témoignant du triomphe du Christ et de la croix ainsi que du Paradis promis aux fidèles, cependant Paul-Albert Février considère que, pour le cas précis de l'eau, il y a plus d'emprunts « à la tradition profane qu'à la symbolique chrétienne » et plus généralement un « lien […] étroit entre monde profane et décor de lieux de culte ».

### Témoignage des circonstances du christianisme africain
L'arche de Noé, symbole de l'unité de l'Église, peut témoigner des circonstances d'élaboration de l'œuvre, notamment des luttes entre donatistes et catholiques. Le donatisme persiste en effet en Afrique jusqu'à la conquête arabe et connaît un nouvel essor dans la seconde moitié du VIe siècle. Les donateurs témoignent, par le don de l'ouvrage, de leur attachement à l'orthodoxie catholique.
Courtois écarte l'identification du Cyprien mentionné dans le texte à saint Cyprien car il s'agit selon lui du prêtre du lieu. Février pense quant à lui que Cyprien est l'évêque du lieu et Adelphius le desservant. Yacoub, dans la droite ligne de Cintas et Duval, considère pour sa part qu'il s'agit bien de saint Cyprien, prélat prééminent en Afrique et Adelphius, l'évêque de Théveste, est qualifié de prêtre probablement pour affirmer la prépondérance de l'évêque martyr,. Selon Duval, la dédicace d'un baptistère à un saint autre que saint Jean Baptiste est rare et l'inscription laisse planer « une certaine marge d'incertitude ». Duval évoque saint Cyprien, et l'église catholique mentionnée comme « église de l'unité » et la Paix liée à la période de conflits du schisme donatiste de la seconde moitié du VIe siècle. Cintas, pour sa part, émet l'hypothèse d'une seconde Théveste.

#### Ouvrages généraux
- François Baratte, Fathi Béjaoui, Noël Duval, Sarah Berraho, Isabelle Gui et Hélène Jacquest, Basiliques chrétiennes d'Afrique du Nord, Bordeaux, Ausonius, coll. « Inventaire des monuments de la Tunisie » (no II), 2014, 319 p.
- Aïcha Ben Abed-Ben Khedher, Le musée du Bardo : une visite guidée, Tunis, Cérès, 1992, 76 p. (ISBN 9789973700834).
- Noël Duval, « Études d'architecture chrétienne nord-africaine », Mélanges de l'École française de Rome - Antiquité, nos 84-2,‎ 1972, p. 1071-1172 (ISSN 0223-5102, lire en ligne, consulté le 22 décembre 2019).
- M'hamed Hassine Fantar, Samir Aounallah et Abdelaziz Daoulatli, Le Bardo, la grande histoire de la Tunisie : musée, sites et monuments, Tunis, Alif, 2015 (ISBN 9789938958119).
- Taher Ghalia, « L'architecture religieuse en Tunisie aux Ve et VIe siècles », Antiquité tardive, no 10,‎ 2003, p. 213-222 (ISSN 1250-7334).
- Hédi Slim, Ammar Mahjoubi, Khaled Belkhodja et Abdelmajid Ennabli, Histoire générale de la Tunisie, vol. I : L'Antiquité, Paris, Maisonneuve et Larose, 2003 (ISBN 9782706816956).
- Hédi Slim et Nicolas Fauqué, La Tunisie antique : de Hannibal à saint Augustin, Paris, Mengès, 2001, 259 p. (ISBN 9782856204214).
- Mohamed Yacoub, Le musée du Bardo : départements antiques, Tunis, Agence nationale du patrimoine, 1993, 294 p. (ISBN 9789973917126).
- Mohamed Yacoub, Splendeurs des mosaïques de Tunisie, Tunis, Agence nationale du patrimoine, 1995, 421 p. (ISBN 9973917235).

#### Ouvrages sur le site archéologique ou le baptistère
- Jean Cintas et Noël Duval, « À propos d'une église récemment fouillée près de Kelibia (cap Bon, Tunisie) et de ses mosaïques funéraires », Bulletin de la Société nationale des antiquaires de France, no 1959,‎ 1961, p. 55-62 (ISSN 1153-2548, lire en ligne, consulté le 19 janvier 2020).
- Jean Cintas et Noël Duval, « L'église du prêtre Félix (région de Kélibia) », Karthago, no IX,‎ 1958 (ISSN 0453-3429, lire en ligne, consulté le 19 janvier 2020).
- Christian Courtois, « Baptistère découvert au Cap Bon (Tunisie) », CRAI, vol. 100, no 2,‎ 1956, p. 138-143 (lire en ligne, consulté le 15 décembre 2019).
- Christian Courtois, « Sur un baptistère découvert dans la région de Kélibia (Cap Bon) », Karthago, vol. VI,‎ 1955, p. 98-127 (ISSN 0453-3429).
- Paul-Albert Février, « L'abeille et la seiche (À propos du décor du baptistère de Kélibia) », Rivista di Archeologia Cristiana, vol. 60, nos 3-4,‎ 1984, p. 277-292 (ISSN 0035-6042).
- Paul-Albert Février et Claude Poinssot, « Les cierges et l'abeille, notes sur l'iconographie du baptistère découvert dans la région de Kélibia (Tunisie) », Cahiers archéologiques, vol. 10,‎ 1959, p. 149-156 (ISSN 0067-8309).
- Éric Palazzo, « Iconographie et liturgie. La mosaïque du baptistère de Kélibia (Tunisie) », Archiv für Liturgiewissenschaft, vol. 34, nos 1-2,‎ 1992, p. 102-120 (ISSN 0066-6386, présentation en ligne).
- Francis Salet, « Un baptistère découvert au Cap Bon en Tunisie », Bulletin monumental, vol. 115, no 4,‎ 1957, p. 283-284 (ISSN 0007-473X, e-ISSN 2275-5039, lire en ligne, consulté le 12 janvier 2020).